# Apaz
Apaz es una localidad del estado mexicano de Chiapas. Es parte del municipio de Zinacantán.

## Demografía
| Gráfica de evolución demográfica |
|                                  |

| Censo | Población |
| ----- | --------- |
| 1910  | 130       |
| 1921  | 114       |
| 1930  | 167       |
| 1940  | 375       |
| 1950  | 480       |
| 1960  | 704       |
| 1970  | 167       |
| 1980  | 515       |
| 1990  | 1 079     |
| 2000  | 1 201     |
| 2010  | 1 485     |
| 2020  | 1 101     |